# Elise Wysard-Füchslin
Elise Wysard-Füchslin (* 1790 oder 1791; † 30. August 1863 in Bözingen (heute Biel)) war eine Schweizer Kunstmalerin und Radiererin.

## Leben
Über das Leben und Wirken von Elise Wysard gibt es nur wenige Quellen. Elise Wysard wurde als Elise Füchslin geboren und stammte aus Brugg. Über ihre Kinder- und Jugendjahre sowie ihre Ausbildung ist nichts bekannt. Elise Füchslin heiratete am 27. Juli 1815 den Kunstmaler und Radierer Gottlieb Emanuel Wysard (1789–1837). Das Paar soll zwei gemeinsame Kinder gehabt haben; das erste wurde noch vorehelich geboren. 1823 liessen sich die Eheleute Elise und Gottlieb Emanuel Wysard scheiden. Gottlieb Emanuel Wysard wurde jedoch noch im selben Jahr für kurze Zeit «wegen Geisteskrankheit bevogtet». Elise Wysard starb 1863 in Bözingen.

## Wirken

Elise Wysard-Füchslin: Berner Mädchen mit Schwefelhut auf einem Stuhl sitzend (Aquarell zwischen 1825 und 1830)

Elise Wysard-Füchslin war bis zur Trennung 1823 im Atelier ihres Mannes als Zeichnerin und Koloristin tätig. Gemeinsam schufen sie vorwiegend Grafiken mit Trachten und Szenen aus der Schweizer Folklore als Sujets. Nach der Trennung betätigte sie sich weiterhin künstlerisch, zeitweilig in Bern, wo sie ihre Trachtendarstellungen und Schweizer Genreszenen, zum Teil nach anderen Kleinmeistern wie Markus Dinkel und Gottfried Locher, mit dem Namen «Madame Wysard à Berne» versah.
Nach Marie-Louise Bloesch-Moser ist Elise Wysard die zweite Frau, der in Biel eine Strasse gewidmet wurde. 1991 wurde die bereits bestehende Wysardstrasse in Elise-Wysard-Strasse umbenannt.

## Werke
Einige ihrer Trachtenbilder sind unter anderem in der Kunstsammlung der Stadt Biel und in der Schweizerischen Nationalbibliothek, Sammlung Gugelmann enthalten.